# Body of Evidence (téléfilm)
Pour les articles homonymes, voir Body of Evidence.
Body of Evidence est un téléfilm diffusé en 1988.

## Distribution
- Tony Lo Bianco : Evan Campbell
- Barry Bostwick : Alex Dwyer
- Margot Kidder : Carol Dwyer
- Don MacKay : J.P